# Deseiximent
El deseiximent era el trencament fet per un vassall de l'homenatge que havia fet al senyor.
Amb el temps, però, significà l'acte jurídic pel qual una persona formalitzava l'antagonisme cap a una altra, per tal de solucionar la dissensió mitjançant l'ús de les armes. Representava l'inici de les hostilitats entre els afectats i, molt sovint, entre llurs parents, vassalls i amics.